# ショック・ドクトリン
『ショック・ドクトリン』（英語: The Shock Doctrine: The Rise of Disaster Capitalism）は、カナダのジャーナリスト、ナオミ・クラインが2007年に著した書籍。マイケル・ウィンターボトムによって2009年にドキュメンタリー化された。
クラインは、2007年9月に本書 を出版。三十数か国語に翻訳され、日本語版は2011年9月に刊行された。
クラインはシカゴ学派 (経済学) のミルトン・フリードマンを批判した。フリードマンはケインズ主義に反対して「真の変革は、危機状況によってのみ可能となる」と述べるなど徹底した市場原理主義を主張したが、クラインはこうした主張を「ショック・ドクトリン」と呼び、現代の最も危険な思想とみなしている。そして、近年の悪名高い人権侵害は、反民主主義的な体制による残虐行為と見るばかりでなく、民衆を震え上がらせて抵抗力を奪うために綿密に計画され、急進的な市場主義改革を強行するために利用されてきた側面に注目すべきと説く。
「ショック・ドクトリン」の最初の応用例は、1973年の軍事クーデターによるアウグスト・ピノチェト政権下のチリであるとする。シカゴ学派は投資家の利益を代弁、「大きな政府」や「福祉国家」をさかんに攻撃し、国家の役割は警察と契約強制のみであるべきで、他はすべて民営化し市場の決定に委ねよと説いていたが、そのような政策は有権者の大多数から拒絶され自国で推進することができず、独裁体制下のチリで実行に移されたと述べている。チリでは無実の一般市民の逮捕・拷問・処刑が相次ぐばかりでなく、「惨事便乗型資本主義」がはびこって、「小さな政府」主義が金科玉条となり、公共部門の民営化、福祉・医療・教育などの社会的支出の削減が断行され、多くの国民が窮地に追い込まれた。
以後、天安門事件（1989年）、ソビエト連邦の崩壊（1991年）、アメリカ同時多発テロ事件（2001年）、イラク戦争（2003年）、スマトラ島沖地震 (2004年)による津波被害、ハリケーン・カトリーナ（2005年）といった、政変・戦争・災害などの危機的状態を挙げ、「惨事便乗型資本主義」（「惨事活用資本主義」、「災害資本主義」、「火事場泥棒資本主義」）はこれにつけこんで、人々がショック状態や茫然自失状態から自分を取り戻し社会・生活を復興させる前に、過激なまでの市場原理主義を導入し、経済改革や利益追求に猛進してきた、という。